# Chézy-sur-Marne
Chézy-sur-Marne es una comuna francesa, situada en el departamento de Aisne, de la región de Alta Francia.

## Demografía
| 948 | 1 013 | 1 113 | 1 262 | 1 257 | 1 323 | 1 327 | 1 335 |
| Para los censos de 1962 a 1999 la población legal corresponde a la población sin duplicidades (Fuente: INSEE [Consultar]) |       |       |       |       |       |       |       |